# Grodzisk Wielkopolski
Ne doit pas être confondu avec Grodzisk Mazowiecki.
Pour les articles homonymes, voir Grodzisk.
Grodzisk Wielkopolski (prononciation : [ˈɡrɔd͡ʑisk vʲɛlkɔˈpɔlskʲi], en allemand : Grätz) est une ville de la voïvodie de Grande-Pologne et du powiat de Grodzisk Wielkopolski.
Elle est située à environ 43 km au sud-ouest de Poznań, capitale de la voïvodie de Grande-Pologne.
Elle est le siège administratif de la gmina de Grodzisk Wielkopolski et du powiat de Grodzisk Wielkopolski.
Elle s'étend sur 18,21 km2.

## Géographie

Plan de la ville.

Située à l'ouest de la voïvodie de Grande-Pologne, à la limite de la région géographique de Lubusz avec ses lacs et ses forêts, la ville de Grodzisk Wielkopolski est tout de même entourée de plaines agricoles qui s'étendent surtout vers l'est. Aucun cours d'eau ne passe par la ville. Sa superficie est de 18,21 km2.
La ville est localisée à environ 43 km au sud-ouest de Poznań, la capitale régionale.

## Histoire
La localité a été mentionnée pour la première fois dans un document en 1257 sous le nom de Grodisze par le duc Przemysl Ier de Grande-Pologne. Le village a dû probablement appartenir au début à des moines cisterciens. Le nom de la ville a beaucoup évolué : après Grodisze, Grottische, Grodisce, Grozisce, Grodih, Grodziscz, Grodyscze, Grodzysko, Grodzisko, puis enfin le nom actuel Grodzisk. Le nom allemand de la ville, Grätz, a également été utilisé temporairement.
Grodzisk a obtenu ses droits de ville en 1303. 
Les premiers Juifs se sont installés dans la ville au début du XVIe siècle. Le premier document qui l'atteste date de 1505 et mentionne le juif Abraham de Grodzisk. En yiddish et en hébreu, la ville est connue sous le nom de גרידץ (Gritz ou Gritza).
En 1593, un recensement indique que la ville possédait à l'époque 1 160 habitants. La ville s'est développée grâce au commerce de la bière, elle est devenue un important site de production. À la fin du XVIIIe siècle, on dénombre pas moins de 53 brasseries dans la ville.
En 1601, le maire de la ville change et c'est la famille Opaliński, très influente dans la région à l'époque, qui devient maître de Grodzisk jusqu'en 1775.
Lors du deuxième partage de la Pologne, la ville passe sous l'autorité du royaume de Prusse et fait partie de l'arrondissement de Kosten jusqu'en 1818 puis de l'arrondissement de Buk jusqu'en 1887 puis de l'arrondissement de Grätz dans le district de Posen au sein de la province de Posnanie. Grodzisk est redevenue polonaise en 1920 et devient le siège d'un powiat. Pendant la Seconde Guerre mondiale, la ville est occupée par les Allemands. À Młyniewo, un village voisin, un camp de transit a été construit pour transporter vers les camps de concentration les Juifs et les prisonniers de guerre polonais. Le 27 janvier 1945, la ville est libérée par l'armée rouge.
Après la guerre, la production de bière a fortement diminué et a été interrompue en 1993. En 1999, Grodzisk redevient siège de powiat, à la suite des réformes polonaises de gouvernement local.
Comme la bière, Grodzisk est également connue pour son eau minérale. Une pompe commémorative se tient sur la place du marché en face de la mairie.
De 1975 à 1998, la ville faisait partie du territoire de la voïvodie de Poznań. Depuis 1999, la ville fait partie du territoire de la voïvodie de Grande-Pologne.

## Monuments
- l'église paroissiale sainte Hedwige, construite au XVe siècle ;
- l'église baroque du saint nom de Jésus et de l'Immaculée Conception de la Bienheureuse Vierge Marie, construite en 1662 ;
- l'église en bois du saint Esprit, construite en 1663 ;
- l'église néogothique (anciennement de culte évangélique), construite en 1905 ;
- la pompe (ou fontaine) saint Bernard, sur la place du marché, construite au XIXe siècle ;
- l'hôtel de ville, construit aux environs de 1835.

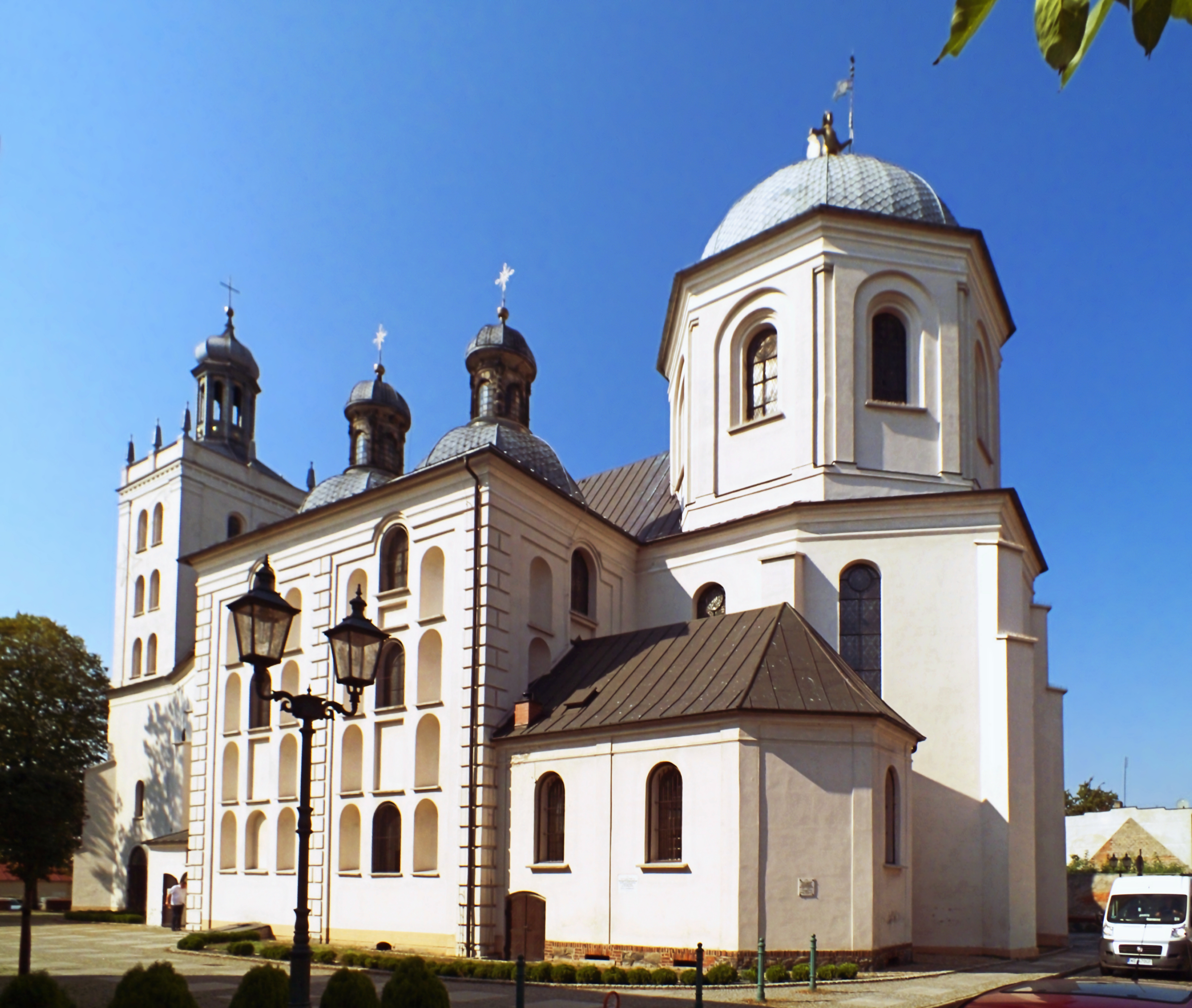
L'église sainte Hedwige.
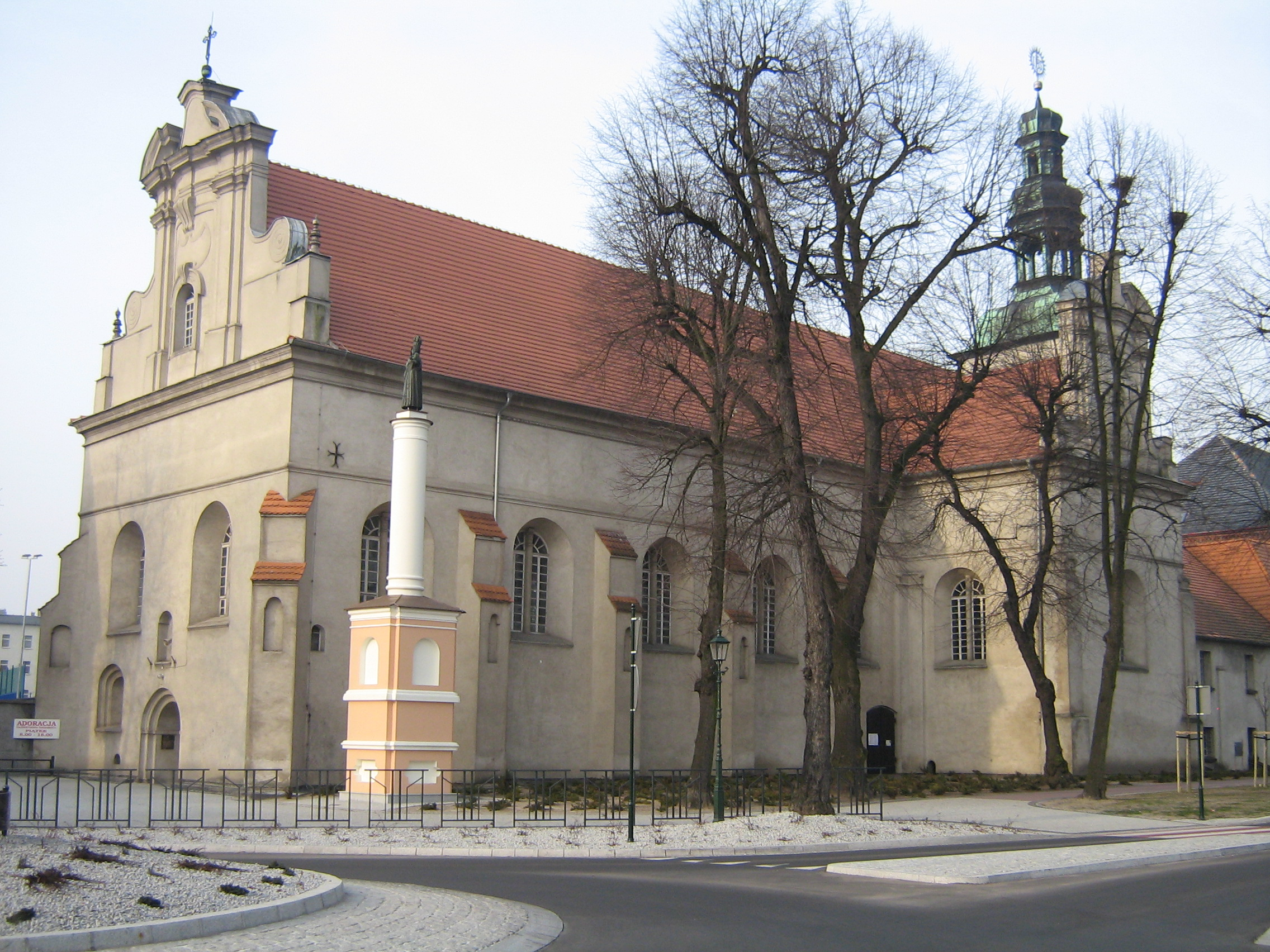
L'église baroque.
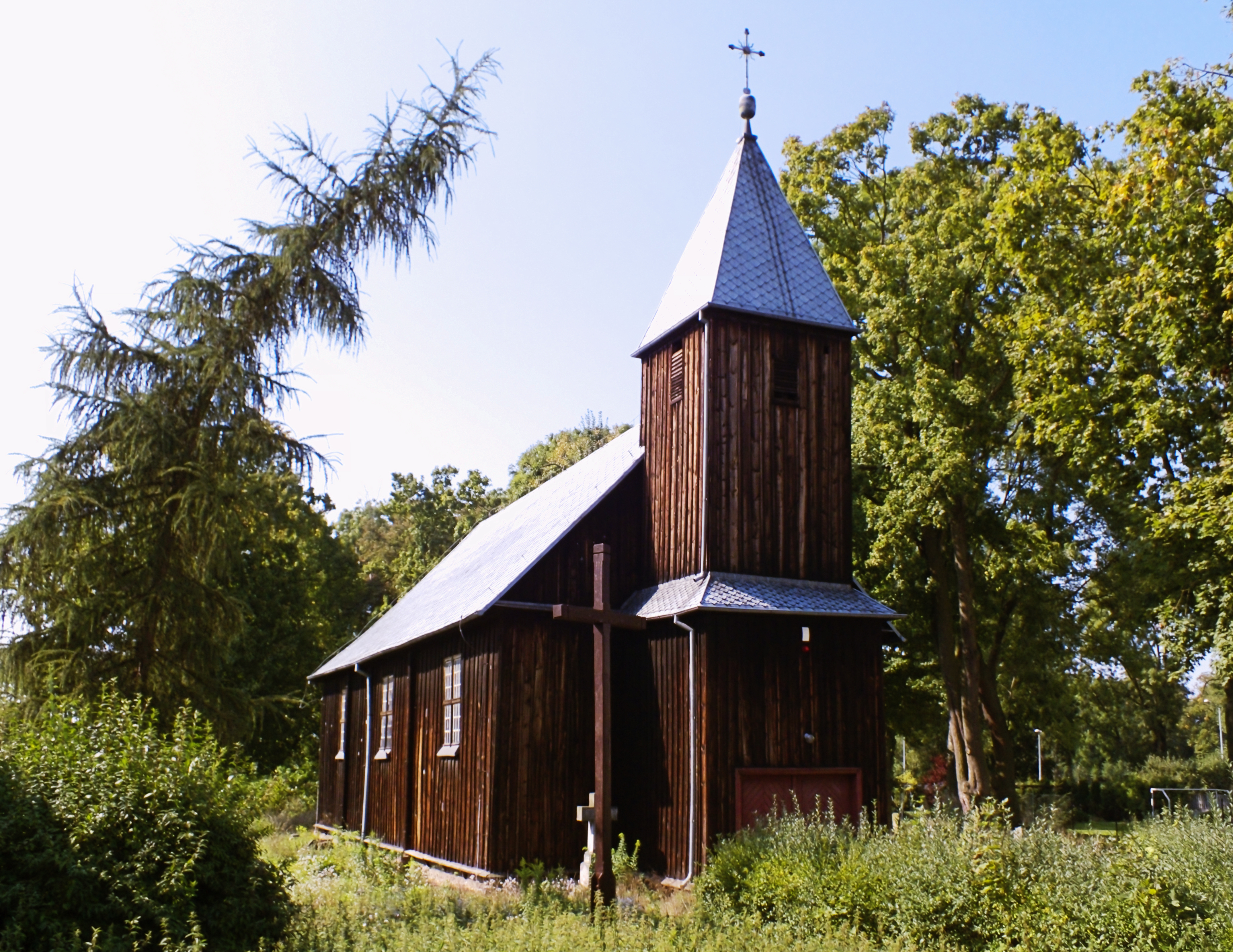
L'église en bois.
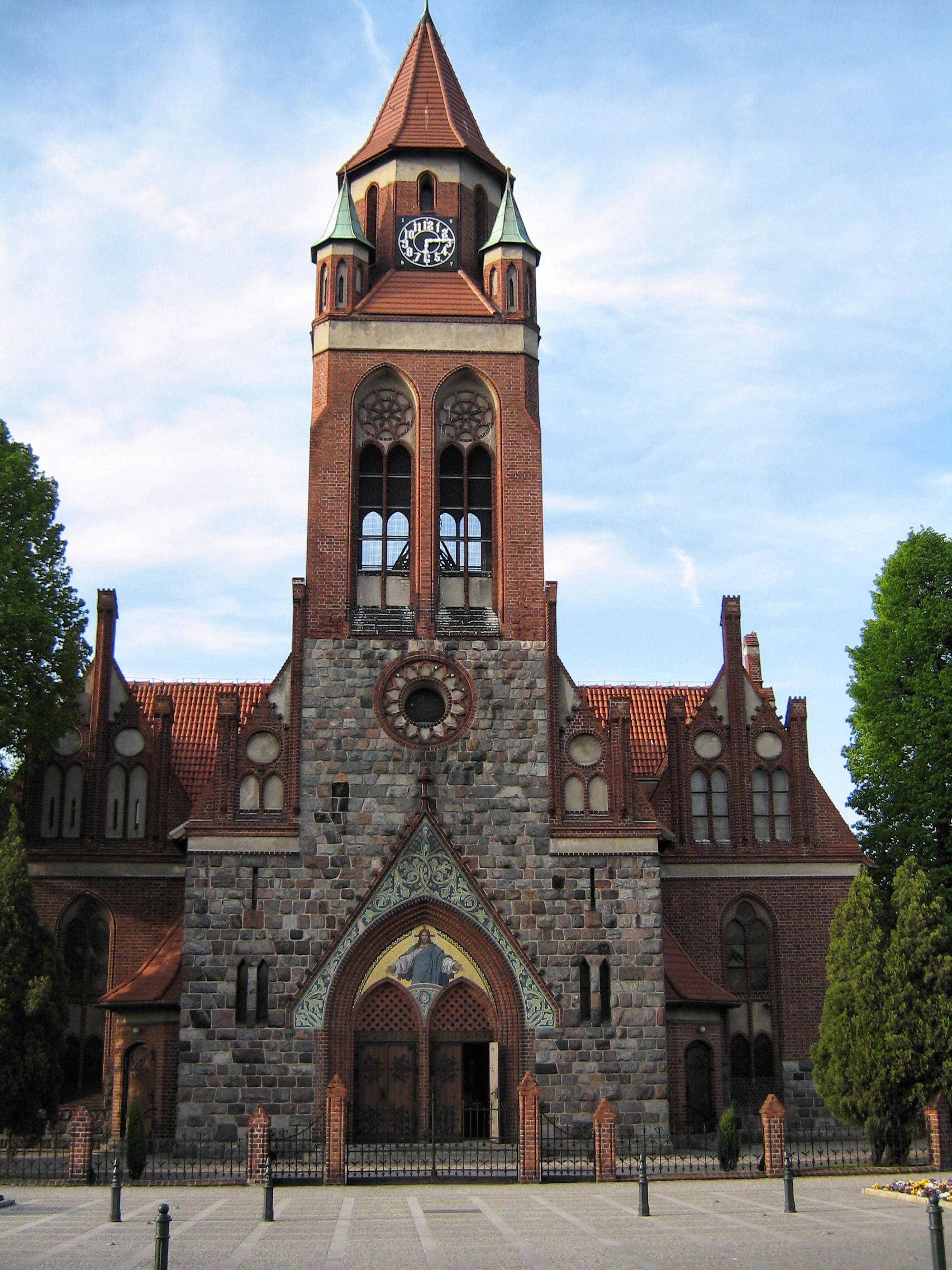
L'église néogothique.
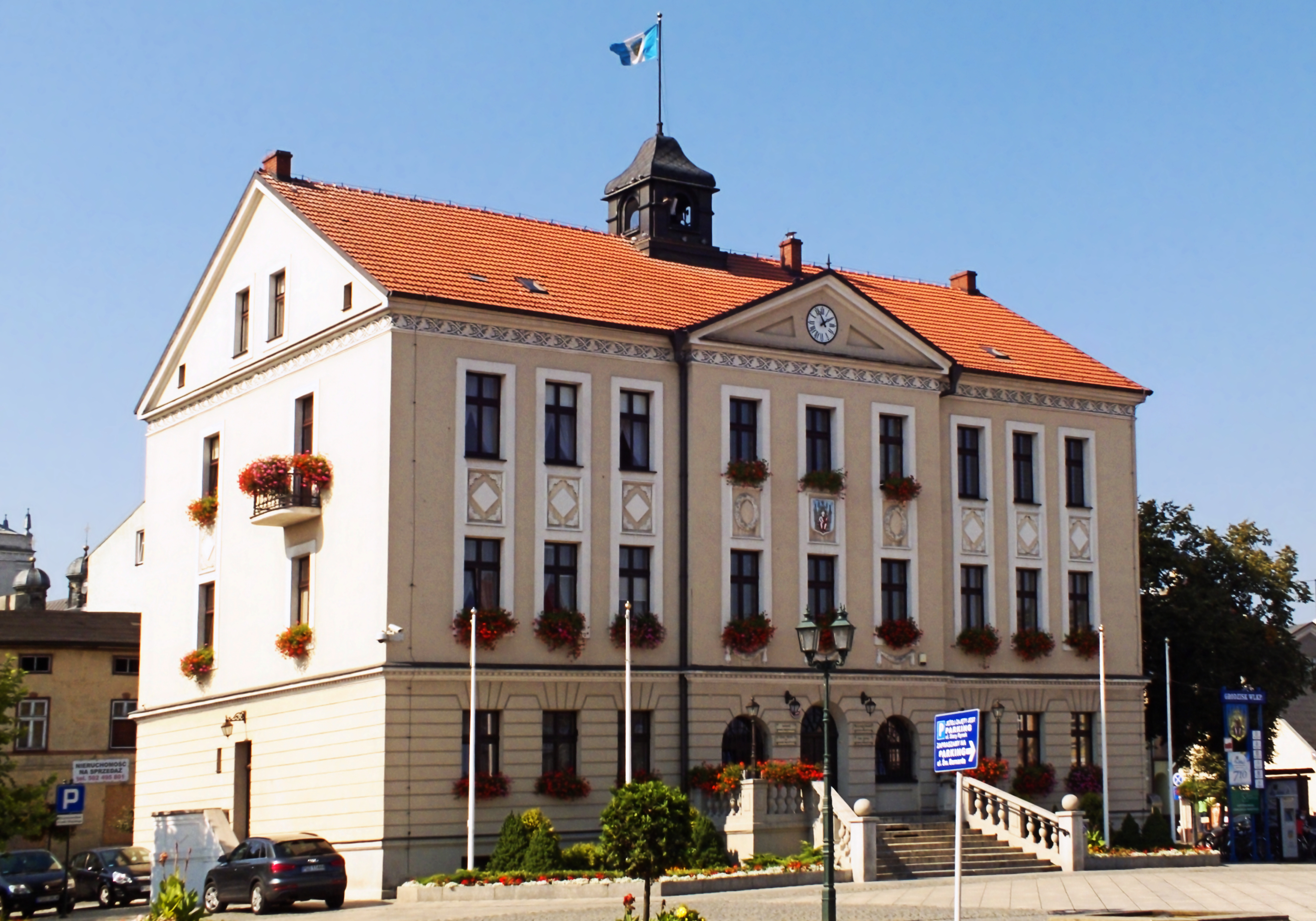
L'hôtel de ville.
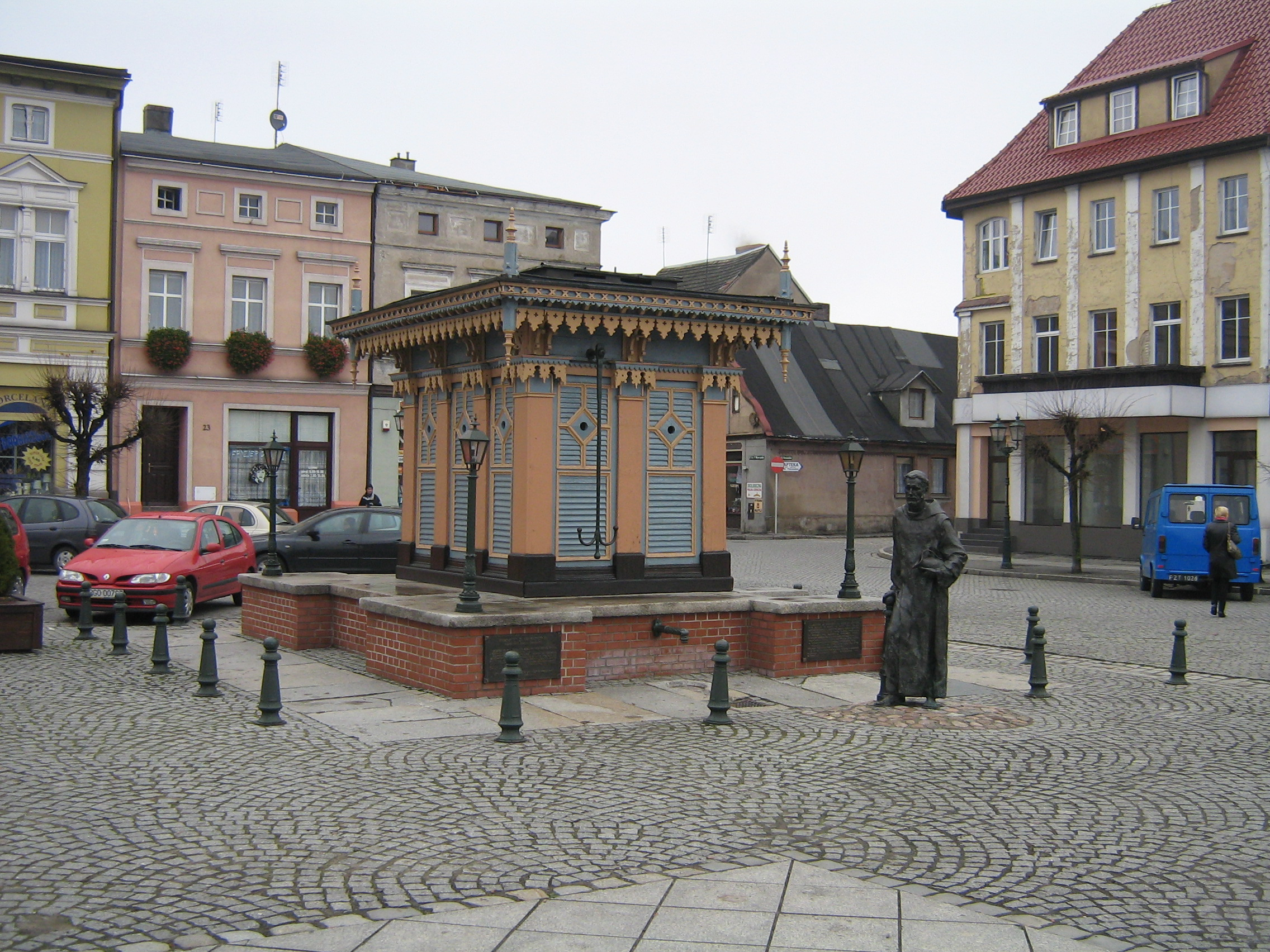
La fontaine saint Bernard.

## Voies de communication
La ville est traversée par la route nationale polonaise 32 (de) (qui relie Stęszew à Gubin (frontière allemande)) et par la route voïvodale 308 (pl) (qui relie Nowy Tomyśl à Kunowo) .

## Jumelages
- Betton (France)
- Carros (France) depuis 2018
- Delligsen (Allemagne)
- Merksplas (Belgique)
- Torrelodones (Espagne)